# Adair Crawford
Adair Crawford (1748 v Crumlinu 
– 29. července 1795 v Lymingtonu) byl irský chemik, fyzik a lékař, který se podílel na objevu nového prvku stroncia. Byl také průkopníkem kalorimetrických metod měření tepelné kapacity látek a reakčního tepla chemických reakcí.
V roce 1779 vydal knihu Experiments and Observations on Animal Heat, and the Inflammation of Combustible Bodies, která se stala ve své době velmi slavnou a byla přeložena do několika jazyků. Crawford v ní představil nové experimenty o pozorování živočišného tepla dokazující, že výměna dýchacích plynů u zvířat je vlastně spalováním. Kniha vyšla dva roky po vlivné knize od Antoina Lavoisiera – O spalování obecně.

## Vzdělání a kariera
Adair Crawford se narodil v roce 1748 poblíž Crumlinu v hrabství Antrim jako třetí syn ze čtyř synů a dvou dcer Thomase Crawforda (presbyteriánský pastor v Crumlinu v letech 1724-82) a Anny Crawfordové (rozené Mackayové). Kvůli slabému hlasu musel opustit svůj záměr stát se presbyteriánským duchovním a studoval medicínu na univerzitách v Glasgow a Edinburghu. V roce 1770 získal magisterský titul, poté pracoval v nemocnici svatého Jiří v Londýně a v roce 1780 se kvalifikoval jako doktor. Byl profesorem chemie na Královské vojenské akademii ve Woolwichi v Londýně a lékařem v nemocnici svatého Tomáše v Londýně. Zemřel v Lymingtonu v hrabství Hampshire.

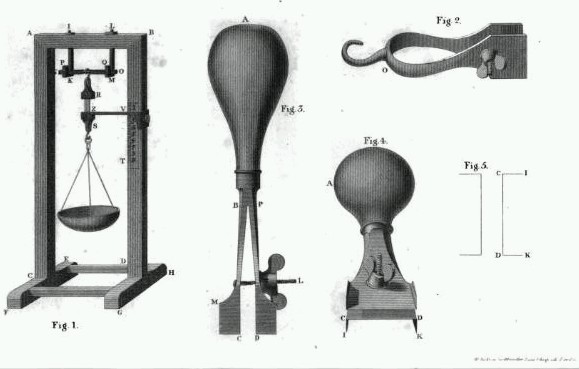
Pomůcky z Crawfordovy laboratoře

Crawford se věnoval především experimentální činnosti a jeho publikace obvykle začínaly slovem experimenty. Své experimenty prováděl velmi precizně a jejich výsledky prezentoval bez přehnaného teoretizování. Byl také průkopníkem kalorimetrických metod měření tepelné kapacity látek a reakčního tepla chemických reakcí. Později zastával zdiskreditovanou flogistonovou teorii, která předpokládala existenci elementu zvaného flogiston, který měl být obsažen ve všech spalitelných objektech a uvolňován během spalování.
Crawford se oženil v roce 1786 s Eleanor Stoneovou z Tivertonu v Devonu. Měli spolu dva syny a dvě dcery. Jeden ze synů Thomas Crawford se stal rektorem v Drumcliffe ve Sligu, druhý Stewart Crawford se stal úspěšným lékařem v Bathu.
Crawford si během svého krátkého života poškodil zdraví přepracováním a při svých experimentech. Na začátku července 1795 odjel na zotavenou do Lymingtonu v hrabství Hampshire ke svému příteli Johna Petty-Fitzmaurice. Zemřel tam již 29. července 1796 ve věku pouhých 47 let.

## Kalorimetrická měření

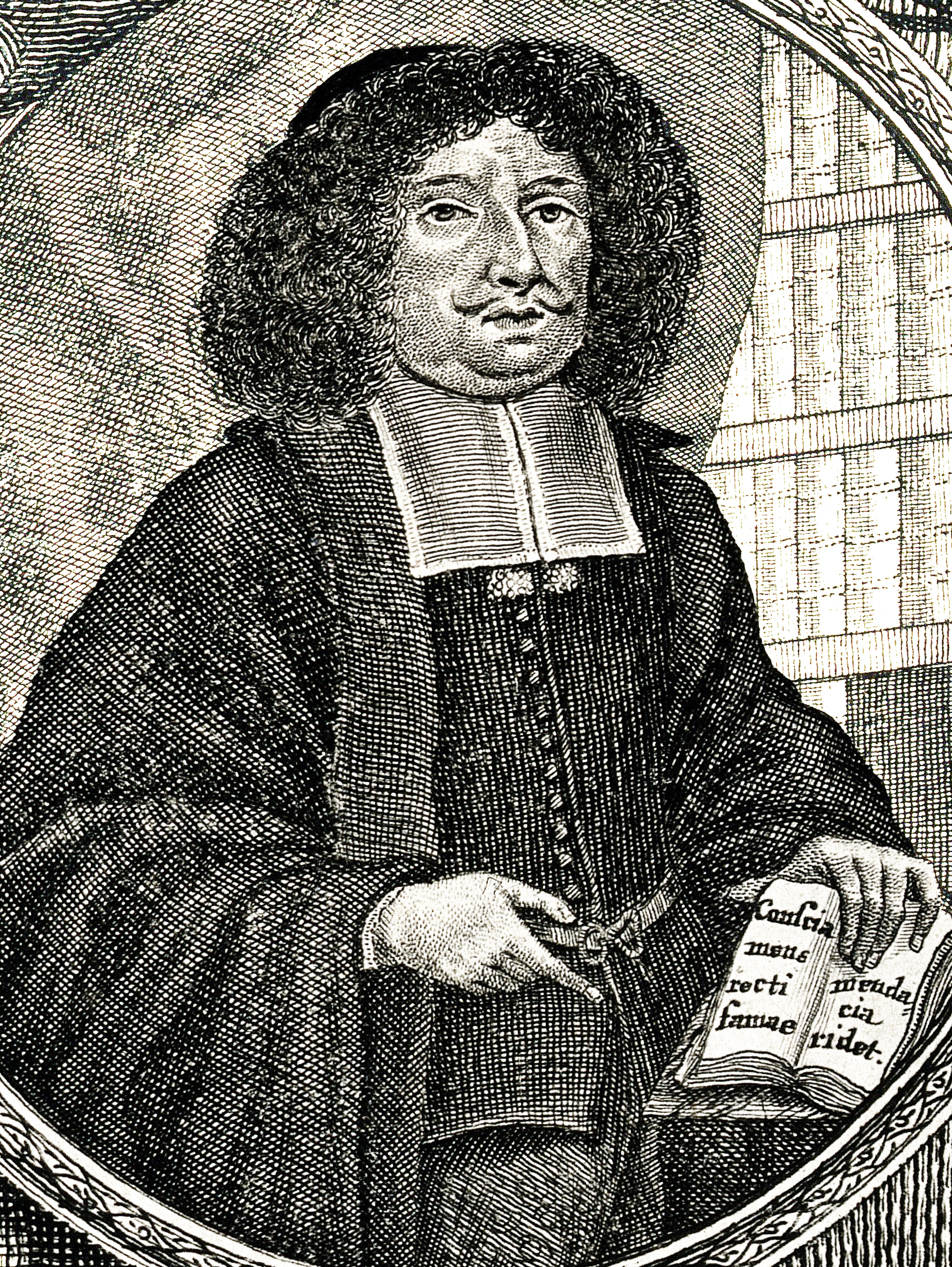
Johann Joachim Becher, roku 1667 poprvé publikoval flogistonovu teorii o hoření látek.

Již během studia na univerzitě v Glasgow začal Crawford s podrobnými a pečlivými fyziologickými experimenty a v roce 1779 publikoval Experiments and Observations on Animal Heat, and the Inflammation of Combustible Bodies (Experimenty a pozorování živočišného tepla a zánětu hořlavých těl), což byl pokus o převedení těchto jevů do obecného přírodního zákona. Tento svazek, v němž Crawford zkoumal práci mnoha dřívějších vědců, vzbudil značnou pozornost. Byl dobře přijat vědeckou společností a přeložen do němčiny a italštiny.
Crawfordův pokus vysvětlit vznik tepla v živých organismech pomocí spalovacích procesů byl správný, ale zmařila jej chybná flogistonová teorie. Ta byla stále přijímána autoritami jako Joseph Priestley a Richard Kirwan, kteří nazývali kyslík deflogistonovaný vzduch a domnívali se, že produktem spalování je látka zvaná flogiston.

## Experimenty s toniky

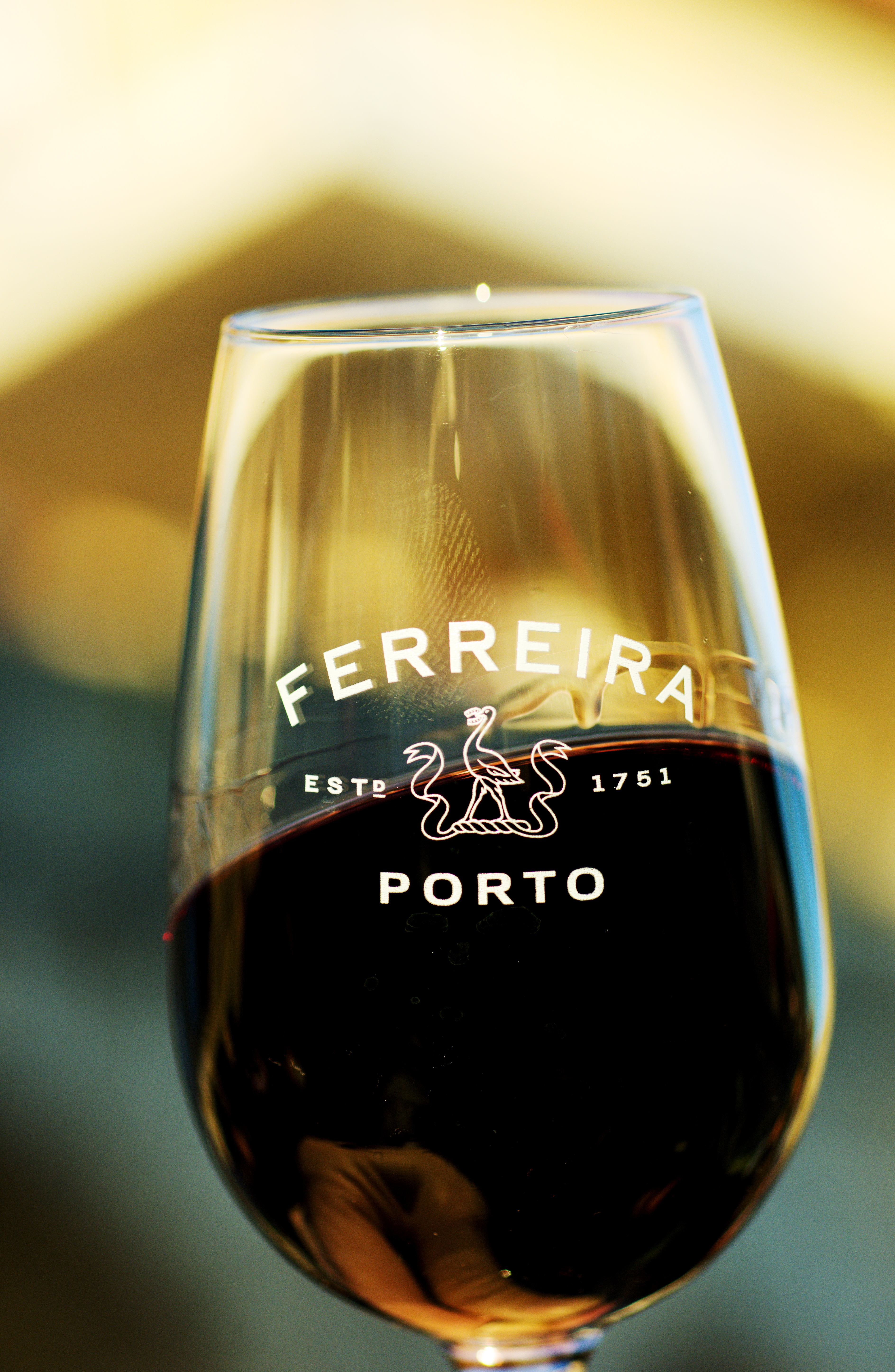
Portské víno

Tonika jsou látky, které působí regeneračně, výživně a posilují celý organismus. Crawford s nimi na sklonku svého života experimentoval a publikoval práce o jejich působení na živočichy. Jeho kniha Experimentální zkoumání účinků tonik a jiných léčivých látek na soudržnost živočišných vláken nabízí velmi čtivou prezentaci jeho způsobu práce v chemii. Tady je příklad jeho experimentů s portským vínem:
Aby se zjistilo, jakými změnami může dojít u živočišné vlákniny vystavením působení portského vína, bylo kotěti odebráno šest porcí tenkého střeva. Tři z nich byly vloženy do lahvičky, která byla téměř naplněna portským vínem a uzavřena korkovou zátkou; a zbývající tři byly standardně ponořeny do vody. Po třech dnech umístění do chladného prostředí bylo zjištěno, že porce, které byly v kontaktu s vínem, měly větší pevnost než ty, které byly ponořeny do vody. Součet závaží potřebných k rozbití prvního z nich byl 9 liber 0 oz.; Součet těch, které byly potřeba k jeho rozbití, činil 7 liber 4 unce. Aby se předešlo omylům při pokusech tohoto druhu, je důležité, aby části střeva byly co nejblíže stejné délce. Rovněž by měly mít téměř stejný stupeň zakřivení. Neboť velmi zakřivená část střeva se rozbije snadněji než přímá.... Budou-li se pokusy často opakovat, dospěje se k výsledkům, které se blíží pravdě. Z výše uvedených pokusů vyplývá, že pevnost, pružnost a pevnost střev kotěte se značně zvýší, pokud se kotě ponoří na tři dny do portského vína. Zjistil jsem však, že mnohem kratší doba stačí k tomu, aby víno dosáhlo svého plného účinku. V několika experimentech se zdálo, že ke zjevnému zvýšení soudržnosti došlo za méně než hodinu; a po uplynutí deseti hodin věřím, že nedojde k žádnému dalšímu zvětšení.

## Objev stroncia

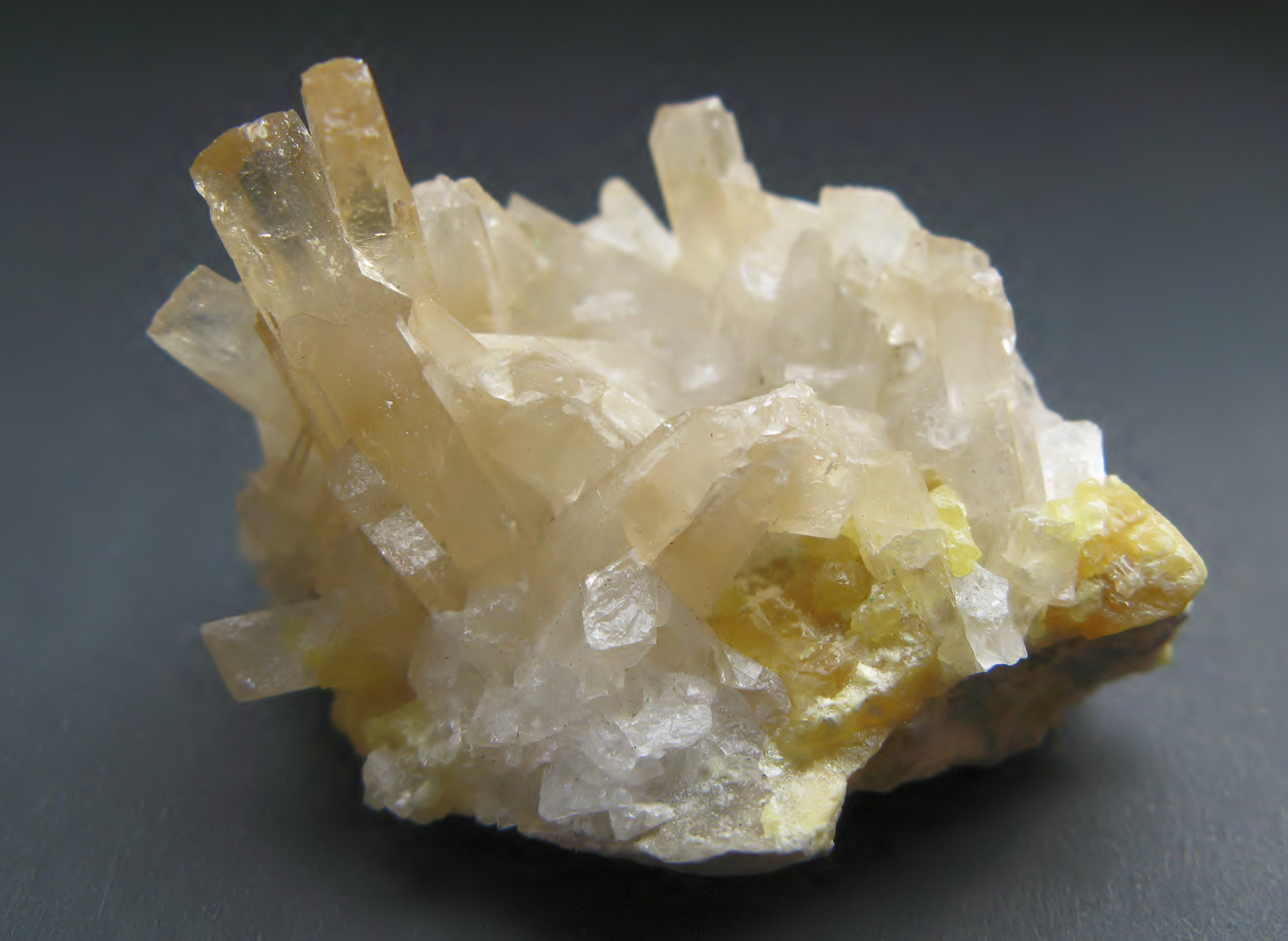
Stroncianit

Crawford se také proslavil svými experimenty s látkou nalezenou poblíž Strontianu ve Skotsku. V roce 1790 nedlouho po objevení rudy barya (witherit) objevil Crawford poblíž olověných dolů podobný minerál, který nazval stroncianit (později určen jako  uhličitan strontnatý - SrCO3). Ještě téhož roku spolu s asistentem Williamem Cruikshankovem napsali v Medical Communications článek, že objevili nový minerál odlišný od minerálů barya.
Martin Heinrich Klaproth roku 1793 dokázal, že objevený minerál obsahuje novou, dosud neobjevenou strontnatou sloučeninu. O pět let později to potvrdil Thomas Charles Hope, který podle barvy plamene rozlišoval baryum, stroncium a vápník.
Čisté stroncium poprvé připravil sir Humphry Davy roku 1808 elektrolýzou strontnatého amalgámu, který si připravil elektrolýzou slabě zvlhčeného hydroxidu strontnatého za použití rtuťové katody.

## Vyznamenání
V roce 1785 byl Adair Crawford zvolen členem Americké filozofické společnosti ve Filadelfii, v roce 1786 členem Královské společnosti v Londýně, v roce 1787 členem Královské společnosti v Edinburghu. Jeho navrhovateli byli John Playfair, James Hutton a James Gregory.

## Publikace
- CRAWFORD, Adair. Experiments and Observations on Animal Heat, and the Inflammation of Combustible Bodies. London: Murray, 1779.(Second edition 1788)
- Crawford, Adair. Experiments and Observations on the Matter of Cancer, and on the Aerial Fluids Extricated from Animal Substances by Distillation and Putrefaction; Together with Some Remarks on Sulphureous Hepatic Air. Philosophical Transactions of the Royal Society of London. 1790, s. 391–426. doi:10.1098/rstl.1790.0026.
- CRAWFORD, Adair. An Experimental Enquiry into the Effects of Tonics and Other Medicinal Substances on the Cohesion of Animal Fibre. London: G. Hayden, 1816. Dostupné online.